# Presika, Ljutomer
Presika je naselje v Občini Ljutomer.